# Novi Sad

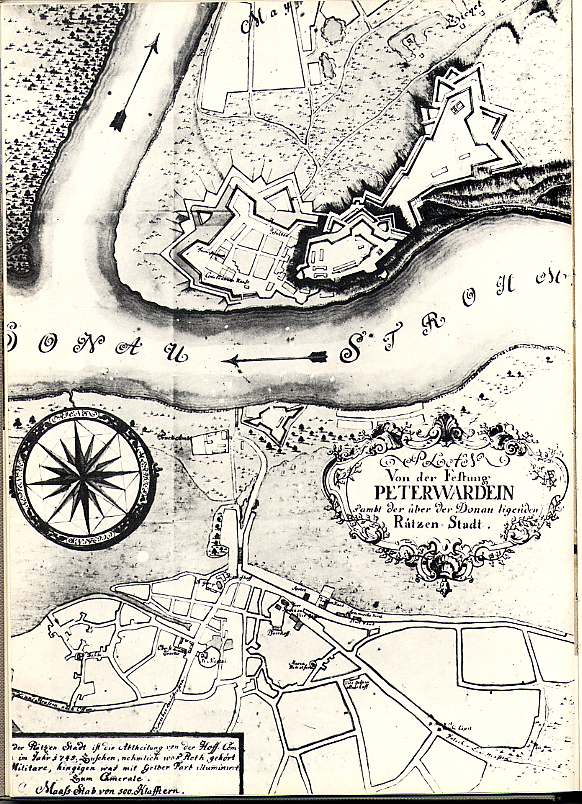
Karte von Ratzenstadt von 1745

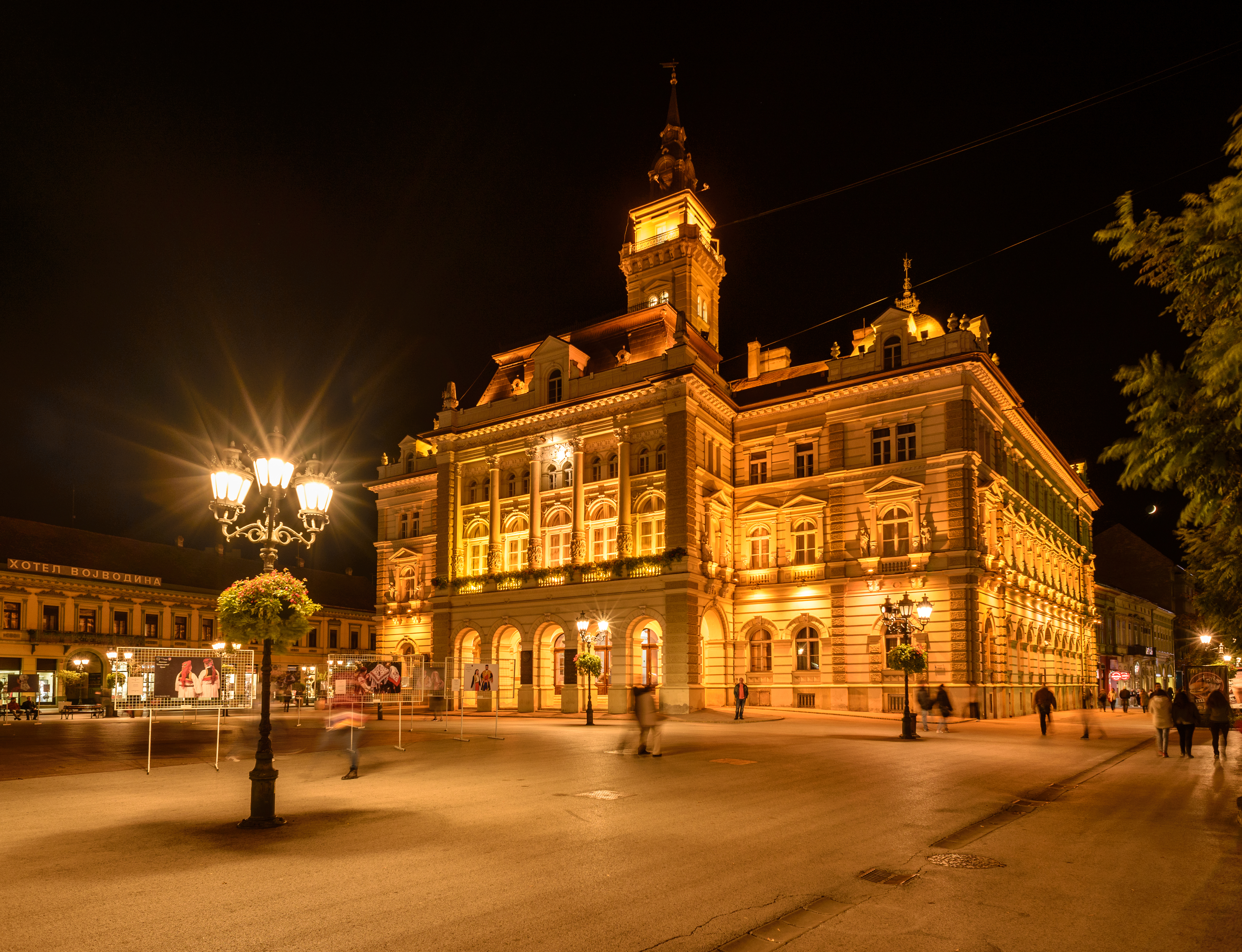
Rathaus

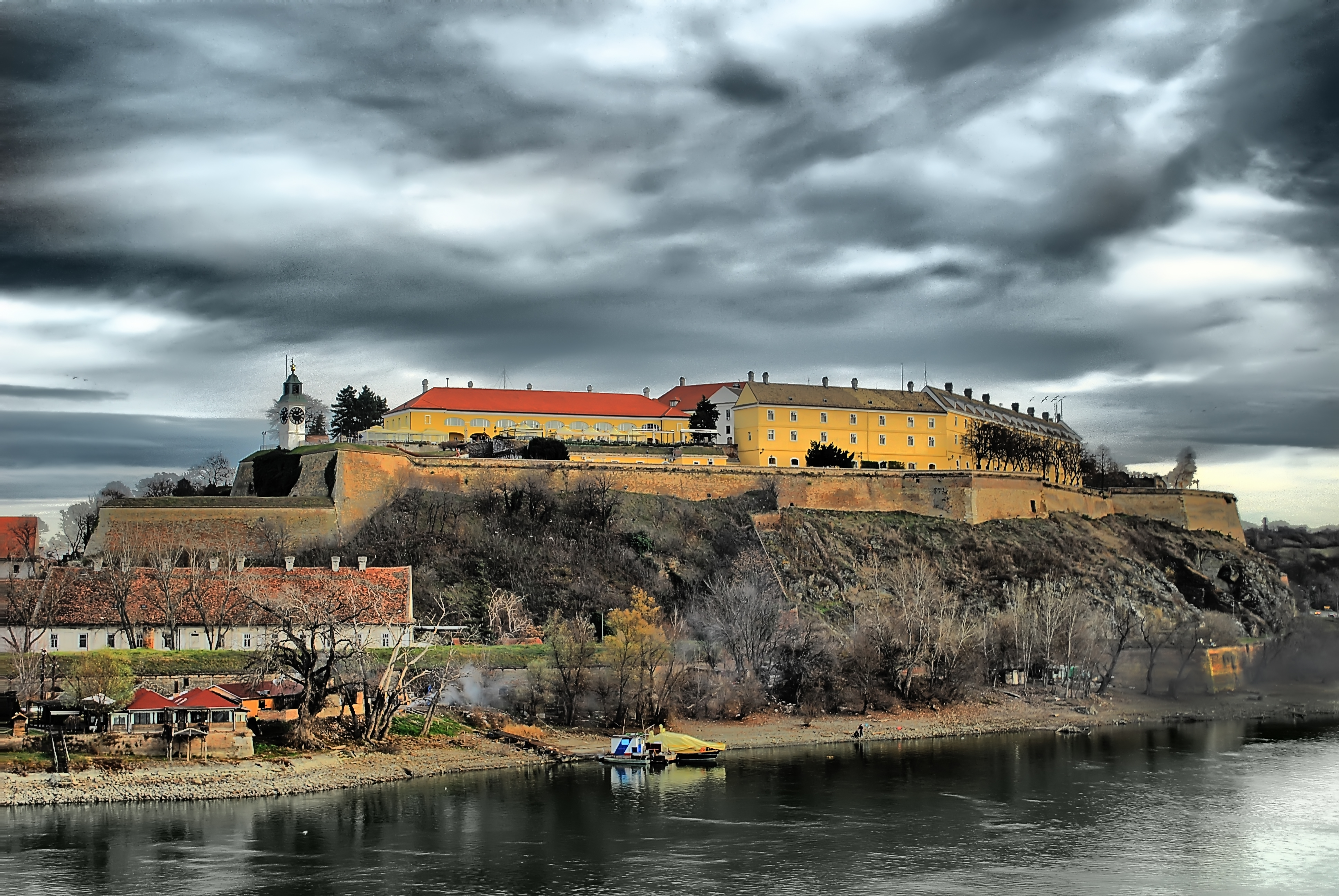
Festung Petrovaradin

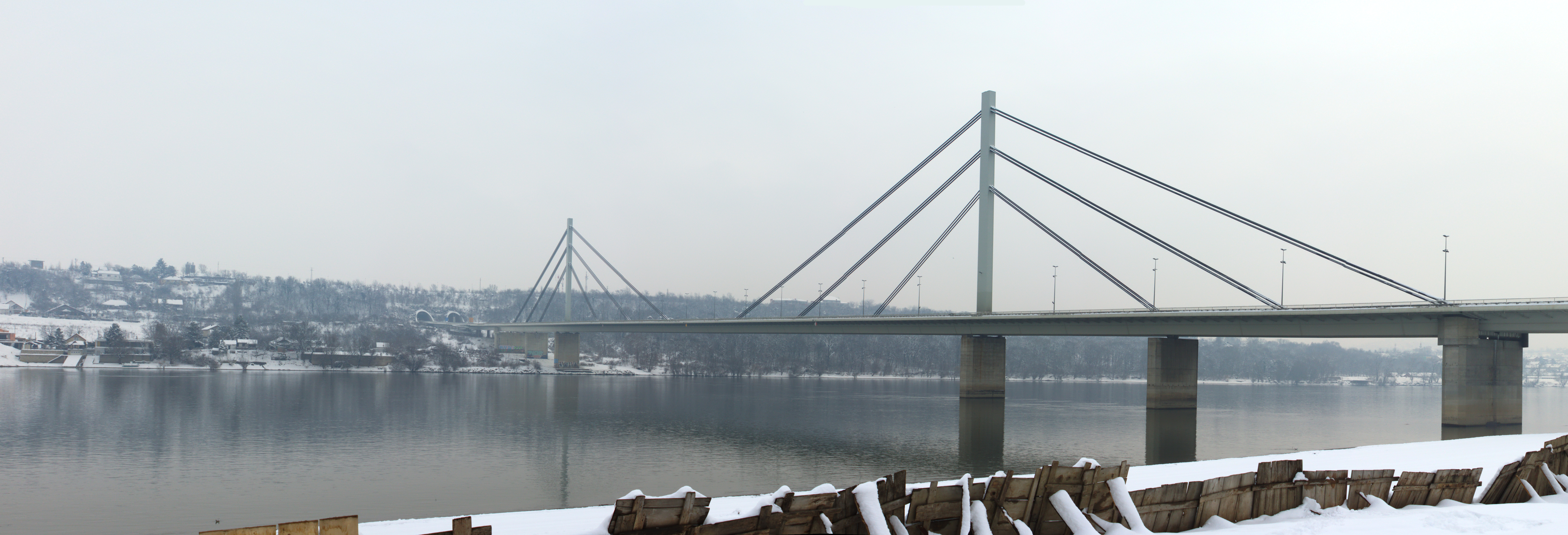
Freiheitsbrücke über die Donau

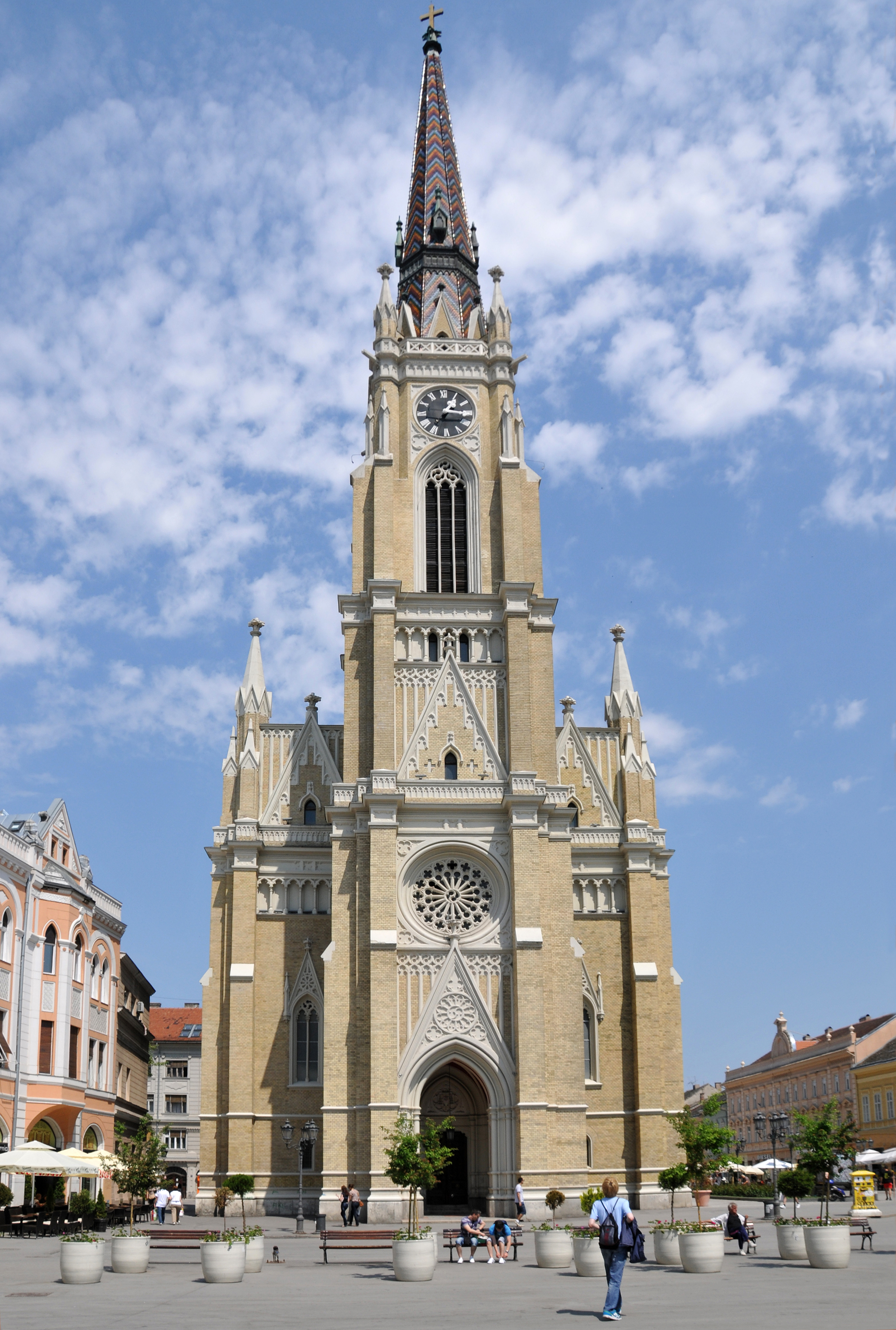
Marienkirche im Stadtzentrum

Novi Sad (serbisch-kyrillisch Нови Сад [ˈnɔ̂viː ˈsâːd] anhörenⓘ; deutsch Neusatz; ungarisch Újvidék; slowakisch Nový Sad) ist die zweitgrößte Stadt in Serbien, die Hauptstadt der Vojvodina und administratives Zentrum des Okrug Južna Bačka.
Die Universitätsstadt besteht aus den Stadtteilen Novi Sad nördlich der Donau und Petrovaradin am Fuße der gleichnamigen Festung südlich der Donau. Laut Volkszählung von 2011 hat die Stadt 231.798 Einwohner. Im Großraum der Opština Novi Sad leben 341.625 Einwohner. Die Stadt wird auch als serbisches Athen bezeichnet.

## Geographische Lage
Die Stadt liegt ca. 70 km nordwestlich von Belgrad auf einer Höhe von 72 bis 80 Metern über dem Meeresspiegel. In Novi Sad mündet der Kleine Batschka-Kanal (als Teil des Donau-Theiß-Donau-Kanalsystems) in die Donau.

## Geschichte

### Mittelalter
Der Ort entstand im Spätmittelalter im dicht besiedelten Komitat des Königreichs Ungarn durch den Bau des Zisterzienserklosters Belefons als sogenannter kirchlicher Ort. 1526 wurde er von den Osmanen erobert. Deren 150-jährige Herrschaft führte zur Verwüstung und Entvölkerung der Pannonischen Tiefebene. Von den Osmanen geduldete nomadisierende Südslawen übernahmen bestehende Ortschaften oder gründeten neue Siedlungen. Die damaligen Turbulenzen ließen in der Regel jedoch nachhaltige Siedlungen nicht zu. Nach osmanischen Aufzeichnungen (Defter) von 1590 lebten 105 slawische Familien im heutigen Novi Sad.

### Habsburgermonarchie
Nach dem Sieg der Österreicher gegen die Osmanen (1697) unter Prinz Eugen bei Zenta (serbisch Senta) und dem anschließenden Friedensvertrag von Karlowitz (1699) musste das Osmanische Reich u. a. die Batschka an Österreich abtreten. Nach Erscheinen des Kaiserlichen Impopulationspatentes („.. zur besseren Auffhelfung, wieder Erhebung und Bevölkerung derselben“) war seitens der Wiener Hofkammer eine sofortige Neubesiedlung der Batschka geplant, die jedoch bald wegen der Vorrangstellung der Militärgrenze (Pantschowa, Temeswar etc.) zurückgestellt wurde.
Bereits 1694 hatte die österreichische Militärverwaltung einen Brückenkopf am gegenüber liegenden Donauufer der Peterwardein-Festung errichtet, um den herum eine Siedlung mit Soldaten, Handwerkern und Händlern heranwuchs, die anfangs Racka Varoš genannt wurde. Auf Deutsch nannte man die Siedlung Ratzenstadt, womit Serbenstadt gemeint war, denn Raizen, Ratzen oder Rac war eine frühere deutsche und ungarische Bezeichnung für die Serben, die Bewohner von Raszien. Später wurde die Siedlung Peterwardeiner Schanze genannt. Um diesen Brückenkopf herum entwickelte sich eine Siedlung mit rund 1000 slawischen Einwohnern, die heutige Altstadt. In den Anfangsjahren waren es überwiegend Serben, da in der gegenüberliegenden Festung Peterwardein (serbisch Petrovaradin) nur Katholiken sich ansiedeln durften.
1716 standen die Osmanen abermals vor Novi Sad, wurden allerdings in der Schlacht von Peterwardein von Prinz Eugen vernichtend geschlagen.

### Königliche Freistadt Neoplanta
Am 1. Februar 1748 verlieh Kaiserin Maria Theresia der Stadt die Rechte einer „königlichen Freistadt“ (libera regia civitas) und nannte sie (lateinisch) „Neoplanta“. (“Nominentur Neoplanta” (deutsch: „nennen wir es fortan Neoplanta“)), ungarisch: Új-Vidégh, deutsch: Ney-Satz. Später wurde der Ort serbisch Novi Sad und bulgarisch Mlada Loza genannt.
Gerüchten zufolge sollen sich die Handwerker und Händler den Status der Freien Kaiserstadt für 80.000 Forint von der Kaiserin abgekauft haben, da sie nicht länger Bewohner einer Militärsiedlung, sondern Bürger einer freien Handelsstadt sein wollten.
Novi Sad entwickelte sich rasch zu einem wirtschaftlichen und vor allem kulturellen Zentrum der Serben. 1765 wurde das erste serbisch-orthodoxe Priesterseminar eingerichtet. Im gegenüberliegenden Nationalpark Fruška Gora gibt es 17 serbisch-orthodoxe Klöster. 1810 wurde das erste serbische Gymnasium in Novi Sad eröffnet. Vuk Stefanović Karadžić schrieb 1817, dass Novi Sad die größte serbische Stadt weltweit sei.
Novi Sad war ein Standort der k.u.k. Armee, hier waren das III. Bataillon des Infanterie-Regiments Nr. 20, das IV. Bataillon des Infanterie-Regiments Nr. 6 sowie Teile des k.k. Landwehr Infanterie-Regiments Nr. 32 stationiert. Am Anfang des 20. Jahrhunderts stellten Deutsche nach Ungarn und Serben die drittstärkste Bevölkerungsgruppe in der Stadt.

### Königreich Jugoslawien
Nach dem Ende des Ersten Weltkrieges fiel das Gebiet um Novi Sad an das neu errichtete Königreich der Serben, Kroaten und Slowenen, das sich ab 1929 Königreich Jugoslawien nannte.

### Zweiter Weltkrieg
In der Zeit von 1941 bis 1945 war die Stadt vom zu den Achsenmächten gehörenden Königreich Ungarn besetzt. In Novi Sad ließ der ungarische Befehlshaber General Ferenc Feketehalmy-Czeydner vom 21. bis 23. Januar 1942 1246 Zivilisten erschießen, darunter waren 809 Juden, 375 Serben, 8 Deutsche und 18 Ungarn. Mehrere hundert Zivilisten wurden unter das Eis der zugefrorenen Donau geworfen und ertränkt. Nach dem Einrücken der Partisanen Ende 1944 wurde nahezu der gesamte Teil der verbliebenen deutschsprachigen Bevölkerungsgruppe, welche bis dahin noch nicht geflohen war, vertrieben oder ermordet.

### Bombardements der NATO

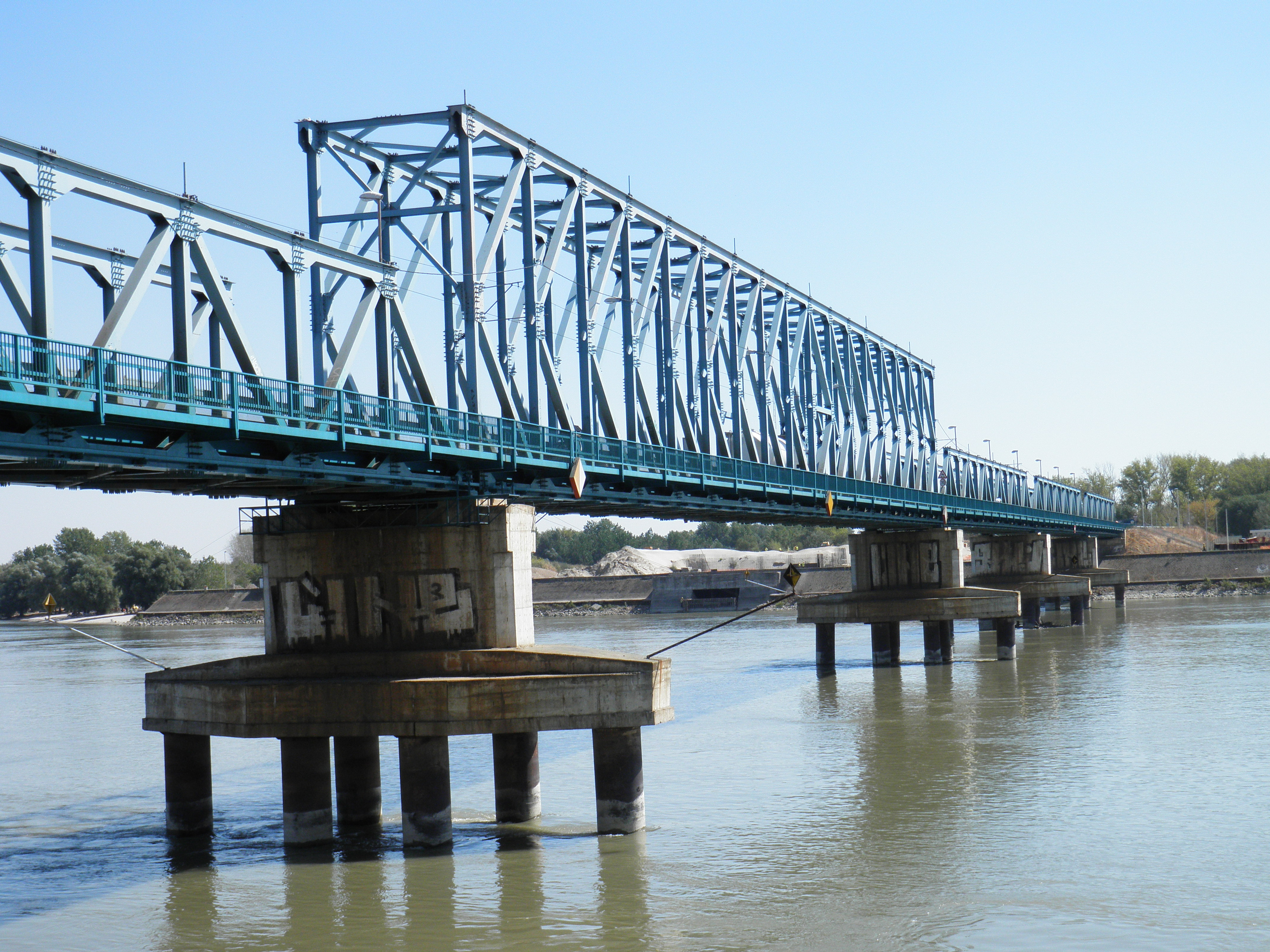
Die eingleisige Behelfsbrücke ersetzt seit 2000 die 1999 durch Bombardierung zerstörte Žeželj-Brücke auf der Relation Belgrad–Budapest in Novi Sad.

Novi Sad war während des Kosovokrieges 1999 Ziel von Luftangriffen durch die NATO, wobei unter anderem alle Donaubrücken, die regionale Wasserversorgung (welche 600.000 Menschen versorgte), das Rundfunkgebäude und die Raffinerie zerstört wurden. Weiter wurden das städtische Krankenhaus, mehrere Grundschulen, eine Kindertagesstätte und mehrere Kinderkrippen durch die Bomben beschädigt.
Der die Donau querende Verkehr wurde mehr als sechs Jahre lang über eine Pontonbrücke abgewickelt, die nur dreimal wöchentlich für Schiffe geöffnet wurde. Seit der Wiedereröffnung der so genannten Freiheitsbrücke am 11. Oktober 2005 ist die Schifffahrt wieder ungehindert möglich.

### Dacheinsturz am Bahnhof 2024 löst serbienweit Proteste und Gewalt aus
Am 1. November 2024 stürzte das frisch renovierte Vordach des Hauptbahnhofs ein. Dabei starben 16 Menschen, etwa 30 wurden verletzt. Die serbische Regierung ordnete daraufhin für den Folgetag Staatstrauer an. Fachleute und Oppositionelle kritisierten Schlamperei und Korruption bei den Bauarbeiten am Bahnhof. Proteste gegen die Regierung erfolgten bis Mittwoch, 13. August 2025 friedlich, wurden jedoch von organisierten Anhängern der Vucic-Regierung wiederholt tätlich angegriffen, was häufig nicht geahndet wurde.  Polizei ging gegen Demonstranten vor. Gebäude von Oppositionellen wurden zerstört. Danach, in der Nacht auf So, 17. August 2025, zündeten Regierungsgegner in Valjevo das Parteilokal von Vucics Serbischer Fortschrittspartei (SNS) an und beschädigten staatliche Gebäude.

## Verkehr

### Bahn
Der Bahnhof Novi Sad liegt an der Bahnstrecke Belgrad–Subotica und ist Ausgangspunkt für Bahnstrecken nach Bogojevo und Orlovat.
Seit 2018 gibt es eine neue Eisenbahnbrücke über die Donau als Teil der Schnellfahrstrecke (bis 200 km/h) Belgrad–Novi Sad, die 2022 eröffnet wurde. Die Fortführung nach Subotica soll im Jahr 2024/2025 in Betrieb gehen. Darüber wird dann auch die Anbindung in Richtung Mitteleuropa erfolgen.
Am 1. November 2024 brach das Vordach des 1964 errichteten und 2024 renovierten Empfangsgebäudes des Bahnhofs Novi Sad von dem Bauwerk ab und begrub zahlreiche Menschen unter sich. Bei dem Einsturz starben 16 Menschen. Es besteht der Verdacht, dass die zugrundeliegenden Baumängel auf Korruption zurückzuführen waren. Von Novi Sad ausgehend protestierten darum Menschen landesweit gegen die SNS-Regierung.

## Bevölkerung
| Jahr | Einwohner | Anmerkungen                                                                                               |
| ---- | --------- | --- |
| 1751 | 4000      | [ 18 ] |
| 1805 | –         | 13.262 Nichtadlige                                                                                        |
| 1832 | 17.350    | in 2921 Häusern                                                                                           |
| 1864 | ≈ 20.000  | verschiedener, gleichberechtigter Religion                                                                |
| 1870 | 19.119    | [ 21 ] |
| 1901 | 29.296    | davon 10.321 Ungarn, 9889 Serben und 6483 Deutsche (meist römisch- oder griechisch-katholischen Glaubens) |

| Jahr       | 1748 | 1767 | 1806 | 1810 | 1813 | 1839 | 1848 | 1891 |
| ---------- | ---- | ---- | ---- | ---- | ---- | ---- | ---- | ---- |
| Mitglieder | 1468 | 1745 | 3907 | 4011 | 4780 | 5787 | 5555 | 9581 |

| Jahr | Mitglieder | Anmerkungen |
| ---- | ---------- | ----------- |
| 1806 | 6373       | [ 24 ]      |
| 1813 | 8498       | [ 24 ]      |
| 1848 | 9050       | [ 24 ]      |
| 1891 | 8908       | [ 24 ]      |

| Jahr | Mitglieder | Anmerkungen |
| ---- | ---------- | ----------- |
| 1806 | 400        | [ 25 ]      |
| 1813 | 592        | [ 25 ]      |
| 1848 | 1320       | [ 25 ]      |
| 1891 | 1507       | [ 25 ]      |

| Jahr       | 1763 | 1767 | 1798 | 1806 | 1810 | 1813 | 1849 |
| ---------- | ---- | ---- | ---- | ---- | ---- | ---- | ---- |
| Mitglieder | 36   | 45   | 102  | 74   | 75   | 71   | 30   |

Laut der Volkszählung von 2011 waren in der Bevölkerung der Stadt Serben, Ungarn, Slowaken, Kroaten, Roma und andere Ethnien vertreten
| Ethnie            | Einwohner | Anteil  |
| ----------------- | --------- | ------- |
| Serben            | 269.117   | 78,79 % |
| Ungarn            | 13.272    | 3,88 %  |
| Slowaken          | 6596      | 1,93 %  |
| Kroaten           | 5335      | 1,56 %  |
| Roma              | 3636      | 1,06 %  |
| Andere            | 43.669    | 12,78 % |
| Gesamtbevölkerung | 341.625   | 100 %   |

## Kultur und Bildung

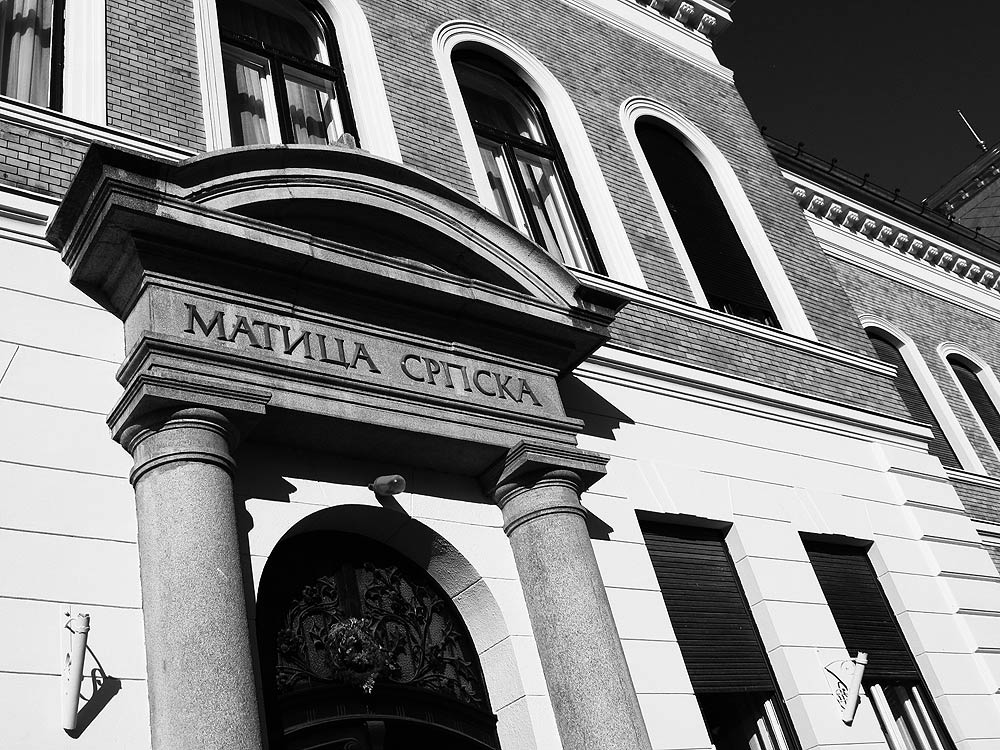
Das Portal der Bibliothek Matica srpska

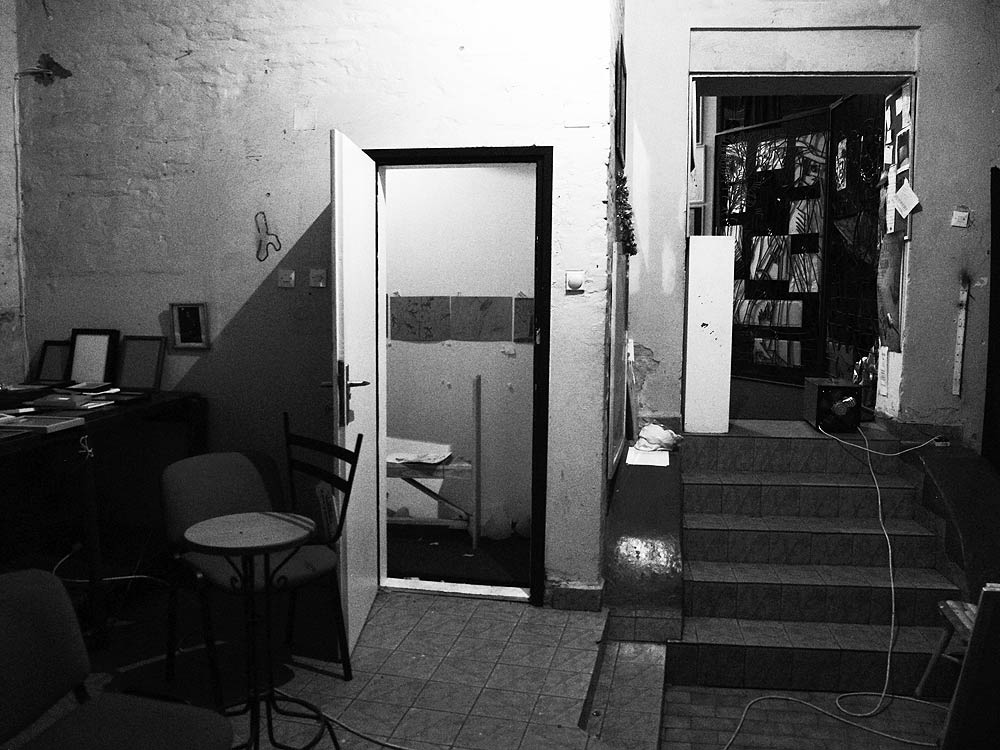
Die Art-Klinika, links die Schock-Galerie

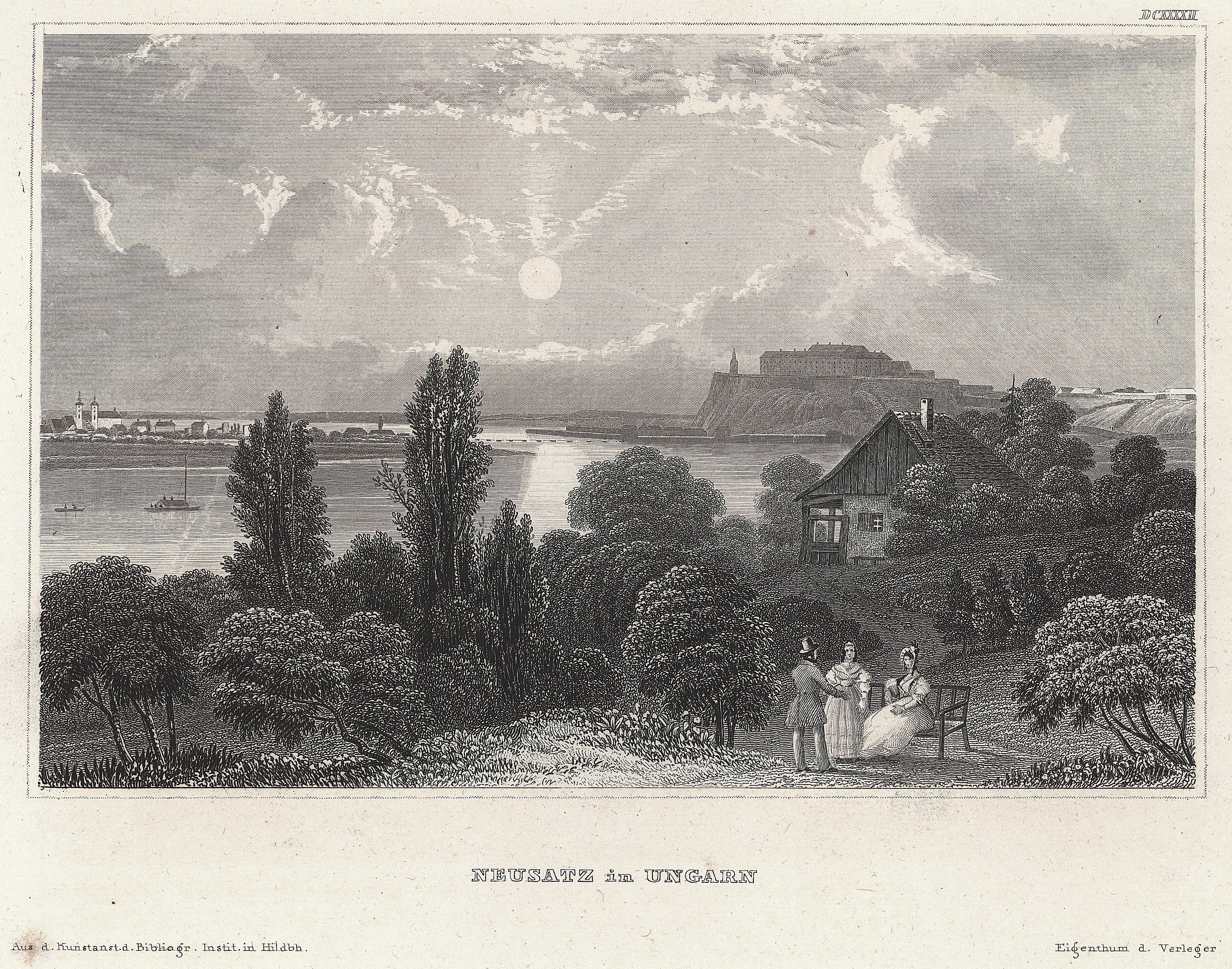
Blick auf Novi Sad 1850

- Novi Sad ist die Heimat der ältesten serbischen Institution für Kunst und Wissenschaft, der Matica srpska, die 1826 in Budapest gegründet und 1864 nach Novi Sad transferiert wurde.
- Die Universität Novi Sad (mit Außenstellen in Subotica, Zrenjanin und Sombor) wurde 1960 ins Leben gerufen. Sie umfasste im Jahr 2016 13 Fakultäten, in denen etwa 38.000 Studierende eingeschrieben sind. Viele angesehene Wissenschaftler haben in Novi Sad studiert oder dort unterrichtet.
- Im Serbischen Nationaltheater in Novi Sad, gegründet im Jahr 1861, findet alljährlich ein internationales Theaterfestival „Sterijino pozorje“ statt.
- In Novi Sad residiert auch Novosadsko pozorište/Újvidéki színház, ein ungarischsprachiges Theater, gegründet 1974 mit der Idee die kulturelle Identität der Ungarn zu pflegen.
- Museum der Vojvodina (Kunst und Naturgeschichte)[28]
- „Zmajeve dečje igre“, ein Festival der Literatur für Kinder, findet jährlich in Novi Sad statt.
- Beim Radiotelevizija Novi Sad (Radio-Fernsehen Novi Sad) wird das Programm auf Serbisch, Ungarisch, Slowakisch und Rumänisch gemacht.
- Auf der Festung Petrovaradin befinden sich viele Künstlerateliers. Dort ist auch „Atelje 61“ angesiedelt, ein Atelier für die Herstellung von Tapisserien.
- Auf der Festung Petrovaradin findet mit dem EXIT seit dem Jahr 2000 jedes Jahr das größte Musikfestival Serbiens statt.
- Die ehemalige Synagoge wird als Konzerthalle genutzt. Südöstlich des Stadtzentrums befindet sich das Sport- und Geschäftszentrum SPENS, wo neben Sportveranstaltungen und Kongressen auch Konzerte stattfinden.
- Die Gegenwartskunst hat in Novi Sad mit der Art Klinika eine maßgebliche Formation. Dieses Kunstkollektiv rund um den Maler Nikola Dzafo[29] hat in der Ära Milošević als Gruppe Led Art kritische Akzente gesetzt. Im Jahr 2002 entstand die Kunstklinik als letztes Projekt von Led Art.[30] Nikola Dzafo gewann 2013 den Politika Kunstpreis.[31]
- In Novi Sad hat auch das Zentrum für Kriegstraumatisierte seinen Sitz. Es versucht Kriegstraumatisierten bei der Verarbeitung ihrer Erlebnisse zu helfen.
- Novi Sad war 2022 neben Esch (Luxemburg) und Kaunas (Litauen) europäische Kulturhauptstadt.[32]

## Sport
Größter Sportverein in Novi Sad ist der Fußballverein Sportsko Društvo Vojvodina Novi Sad (Sportgesellschaft Vojvodina Novi Sad) – kurz Vojvodina Novi Sad. Er spielt in der SuperLiga, der höchsten Spielklasse im serbischen Fußball. Seine größten Erfolge feierte Vojvodina im jugoslawischen Fußball. Er wurde 1966 und 1989 jugoslawischer Meister.
Vom 15. bis zum 22. Juni 2025 findet in den Messehallen von Novi Sad die 16. Europameisterschaft der Senioren im Tischtennis statt.

## Persönlichkeiten

### Söhne und Töchter der Stadt
- Đuro Daničić (1825–1882), Philologe
- Jovan Jovanović Zmaj (1833–1904), Dichter
- Milan Savić (1845–1930), Schriftsteller
- Slobodan Jovanović (1869–1958), Jurist, Literat, Historiker und Politiker
- Erik Molnár (1894–1966), ungarischer Jurist, Historiker und Politiker
- Iván Petrovich (1894–1962), Filmschauspieler und Sänger
- Alfréd Kemény (1895–1945), ungarischer Kunstkritiker
- Stjepan Han (1922–1997), Professor
- Boža Melkus (* 1922), Oberbürgermeister von 1957 bis 1962
- Jovan Soldatović (1920–2005), Bildhauer, Professor an der Kunstakademie Novi Sad
- Georgije Nedeljkov (1926–2003), Partisan, Architekt, Hochschullehrer an der TU Berlin
- Aleksandar Tišma (1924–2003), Schriftsteller
- Karl Stengel (1925–2017), ungarisch-deutscher Maler
- Rudolf Marić (1927–1990), Schachspieler
- Miodrag Pavlović (1928–2014), Dichter, Schriftsteller, Dramaturg und Lektor
- Josef Lapid (1931–2008), israelischer Politiker und Justizminister
- Erich Kaufmann (1932–2003), deutscher Architekt und Stadtplaner
- Dragoljub Ćirić (1935–2014), Schachgroßmeister
- Zoltán Berczik (1937–2011), Tischtennisspieler
- Norbert Blum (1938–2009), deutscher Bildhauer und Hochschullehrer
- Branko Andrić (1942–2005), Schriftsteller und Künstler
- Ladislaus Weiss (1946–2020), deutscher Kunstmaler
- Svetislav Pešić (* 1949), Basketballspieler und -trainer
- Vladimir Biti (* 1952), Slawist und Hochschullehrer
- Andrej Tišma (* 1952), Aktionskünstler
- Đorđe Balašević (1953–2021), Liedermacher und Autor
- Milorad Krstić (* 1953), Maler
- Milovan Savić (* 1953), Mittelstreckenläufer
- Laslo Siladji (* 1953), Bildhauer
- Rade Plakalović (* 1960), Fußballspieler und -trainer
- Branko Damljanović (* 1961), Schachspieler
- Zoran Kurteš (1965–2010), Handballspieler und -trainer
- Boris Ninkov (* 1966), Schauspieler und Musiker
- Časlav Brukner (* 1967), Physiker
- Nemanja Mirosavljev (* 1970), Sportschütze
- Šandor Tot (* 1972), Poolbillardspieler
- Dragan Tarlać (* 1973), Basketballspieler
- Monica Seles (* 1973), Tennisspielerin
- Lena Bogdanović (* 1974), Schauspielerin
- Miloš Vučević (* 1974), Politiker, von 2012 bis 2022 Bürgermeister von Novi Sad
- Dara Bubamara (* 1976), Sängerin
- Andrija Gerić (* 1977), Volleyballspieler
- András Ispán (* 1977), Musiker unter anderem bei Divlje Jagode
- Veljko Petković (* 1977), Volleyballspieler
- Slobodan Soro (* 1978), Wasserballtorwart
- Vlada Avramov (* 1979), Fußballspieler
- Tihomir Doder (* 1979), Handballspieler
- Aleksandar Radenković (* 1979), Schauspieler
- Nataša Bekvalac (* 1980), Sängerin
- Tijana Bogićević (* 1981), Sängerin
- Jelena Popržan (* 1981), Bratschistin, Sängerin, Komponistin und Performerin
- Svetislav Verkić (* 1981), Handballspieler
- Branko Andrić (* 1983), Künstler
- Milan Stepanov (* 1983), Fußballspieler
- Marko Kolarić (* 1984), serbisch-ungarischer Basketballspieler
- Iva Obradović (* 1984), Ruderin
- Fedor Aranicki (* 1985), Eishockeytorwart
- Milan Lukač (* 1985), Fußballtorhüter
- Darko Miličić (* 1985), Basketballspieler
- Branislav Mitrović (* 1985), Wasserballspieler
- Duško Pijetlović (* 1985), Wasserballspieler
- Nemanja Džodžo (* 1986), Fußballtorhüter
- Nikola Petković (* 1986), Fußballspieler
- Mirna Jukić (* 1986), kroatisch-österreichische Schwimmerin
- Gojko Kačar (* 1987), Fußballspieler
- Mihail Dudaš (* 1989), Leichtathlet
- Nenad Minaković (* 1989), Fußballschiedsrichter
- Miloš Ćuk (* 1990), Wasserballspieler
- Marko Dzomba (* 1990), Saxophonist
- Luka Mitrović (* 1993), Basketballspieler
- Živan Pešić (* 1993), Handballspieler
- Mijat Gaćinović (* 1995), Fußballspieler
- Tea Tairović (* 1996), Sängerin des Turbo-Folk
- Radoslav Filipović (* 1997), Wasserballtorwart
- Mihajlo Mitić (* 1997), Handballspieler
- Dominik Dinga (* 1998), Fußballspieler
- Milica Gardašević (* 1998), Leichtathletin
- Todor Jandrić (* 1998), Handballspieler
- Aleksandra Stamenić (* 1998), Handballspielerin
- Marko Vignjević (* 1998), Handballspieler
- Mihajlo Banjac (* 1999), Fußballspieler
- Milan Bomaštar (* 1999), Handballspieler
- Milica Emini (* 1999), Hürdenläuferin
- Jovica Nikolić (* 2001), Handballspieler
- Uroš Kabić (* 2004), Fußballspieler
- Nikola Topić (* 2005), Basketballspieler
- Lazar Jovanović (* 2006), Fußballspieler
- Teodora Kostović (* 2007), Tennisspielerin

### Persönlichkeiten, die vor Ort gewirkt haben
- Pavel Jozef Šafárik (1795–1861), Slawist und Dichter, Lehrer und später Direktor des serbischen Gymnasiums in Novi Sad
- Josif Runjanin (1821–1878), Militärmusiker, Komponist der kroatischen Nationalhymne, starb in Novi Sad
- Lipót Baumhorn (1860–1932), Architekt der Synagoge Novi Sad
- Mileva Marić (1875–1948), Physikerin, erste Ehefrau Albert Einsteins, besuchte hier die Höhere Mädchenschule
- Milan Begović (1876–1948), Schriftsteller und Dramaturg, war Regisseur am Serbischen Nationaltheater
- Milka Ivić (1923–2011), Sprachwissenschaftlerin
- Pavle Ivic (1923–1999), Sprachwissenschaftler
- Bogumil Karlavaris (1924–2012), Maler und Kunstpädagoge, gemeinsame Projekte mit Max Bense
- Vera Zamurović (* 1928), Radiojournalistin, machte ca. 30 Jahre lang Kindersendungen beim Radio Novi Sad
- Mira Banjac (* 1929), Schauspielerin
- Dušan Popov (1930–2012), Publizist, Journalist, Preisträger, Sekretär der „Matica Srpska“
- Miroslav Antić (1932–1986), Schriftsteller
- Stephan Horota (* 1932), Bildhauer, besuchte die Volksschule in Novi Sad
- Danilo Kiš (1935–1989), Schriftsteller, arbeitete mehrere Jahre in Novi Sad
- Matthias Bronisch (* 1937), Dichter, arbeitete drei Jahre in Novi Sad als Lektor
- László Végel (* 1941), Schriftsteller
- Dusko Bogdanović (* 1947), Publizist
- Refik Memišević (1956–2004), Ringer, begann seine Karriere in Novi Sad
- Djuradj Vasić (* 1956), langjähriger Fußballspieler beim FK Vojvodina
- Lepa Brena (* 1960), Sängerin, lebte und arbeitete mehrere Jahre in der Stadt
- Ružica Đinđić (* 1960), Politikerin, studierte und arbeitete in der Stadt
- Nedeljko Bajić (* 1968), Sänger, lebte mehrere Jahre in der Stadt
- Jovo Stanojević (* 1977), Basketballspieler, begann seine Karriere in Novi Sad

## Partnerstädte
Novi Sad listet folgende Partnerstädte auf:
| Stadt            | Land                    | seit |
| ---------------- | ----------------------- | ---- |
| Banja Luka       | Bosnien und Herzegowina | 2006 |
| Budva            | Montenegro              | 1996 |
| Changchun        | Volksrepublik China     | 1981 |
| Dortmund         | Deutschland             | 1982 |
| Homel            | Belarus                 | 2013 |
| Ilioupoli        | Griechenland            | 1994 |
| Modena           | Italien                 | 1974 |
| Nischni Nowgorod | Russland                | 2006 |
| Norwich          | Vereinigtes Königreich  | 1989 |
| Pécs             | Ungarn                  | 2009 |
| Timișoara        | Rumänien                | 2005 |
| Toluca           | Mexiko                  | 2015 |